# Podocarpus trinitensis
Podocarpus trinitensis е вид растение от семейство Podocarpaceae. Видът е незастрашен от изчезване.

## Разпространение
Разпространен е в Тринидад и Тобаго.